# Kolcowój pospolity
Kolcowój pospolity, k. szkarłatny (Lycium barbarum L.) – gatunek rośliny należący do rodziny psiankowatych. Pochodzi z Chin. Rozprzestrzenił się również w innych regionach świata i w wielu krajach jest uprawiany. Jest bliskim krewnym kolcowoju chińskiego. W Polsce jest rośliną uprawną, czasami dziczeje (kenofit, ergazjofigofit). Po raz pierwszy monografia szczegółowa owocu kolcowoju pospolitego – Lycii fructus pojawiła się w Farmakopei Europejskiej (Ph.Eur. 8 supl. 4). Owoce jadalne w ofercie handlowej znane są pod nazwą jagód goji.

## Morfologia

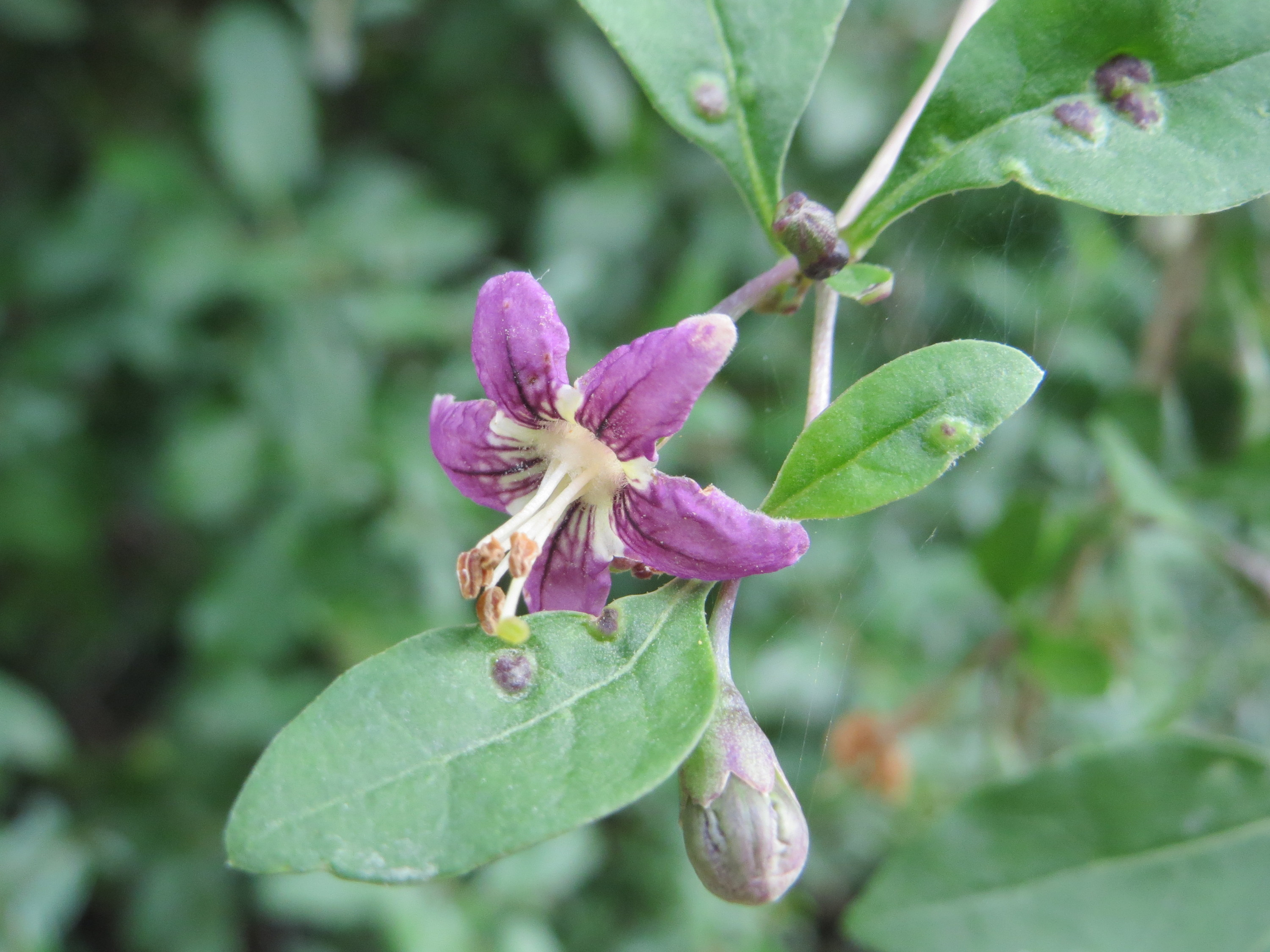
Kwiat

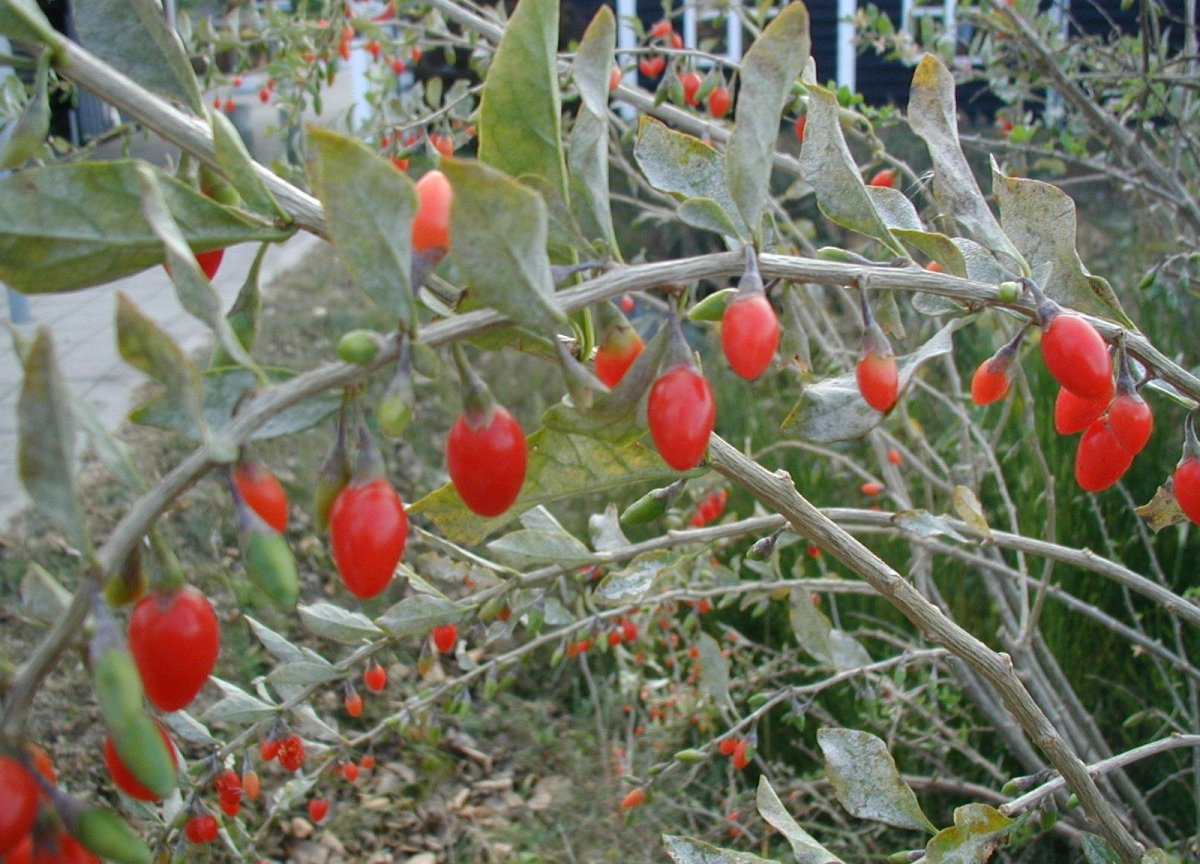
Owoce

PokrójKrzew o wysokości 1–3 m. Gałązki łukowato zwisające i pokryte kolcami.
LiścieLancetowate, długości do 6 cm, ostre lub stępione na końcach, szarozielone i dość grube (sztywne).
KwiatyPromieniste, 5-krotne o purpurowofioletowej koronie. Pręciki i słupek wystają daleko poza koronę. Osiągają długość do 2 cm i zwisają rosnąc pojedynczo lub zebrane są po 2–4.
OwocePodłużne, czerwone jagody o długości do 2 cm. Są tak delikatne, że aby ich nie uszkodzić przy zbiorze – strząsa się je z krzewu, a nie zrywa.
NasionaNerkowate, żółtawe o długości 2–2,6 mm, szerokości 1,4–2,2 mm i grubości 0,3–0,5 mm. O powierzchni matowej, dołeczkowano-siatkowanej.

## Biologia
Cechy fitochemiczneJagody są bogate w aminokwasy (do 5%), polisacharydy i karotenoidy (m.in. zeaksantynę, fysalien i kryptoksantynę) oraz olejek eteryczny z seskwiterpenami. Nasiona zawierają liczne triterpeny i steroidy triterpenowe. Kora zawiera poliaminy (kukoaminę A) i peptydy (liciumamid, liciumina A). W liściach stwierdzono steroidy (witanolid A).
Roślina trującaCała roślina z wyjątkiem dojrzałych owoców jest trująca. Trujące są również niedojrzałe owoce. Podawany dawniej z kolcowoju alkaloid hioscyjamina (lub podobny) nie został potwierdzony. W każdym razie przypadki zatrucia przypominają zatrucie atropiną i solaniną. Opisane są w literaturze śmiertelne zatrucia u cieląt i owiec, zatrucia zdarzają się też u dzieci i młodzieży. U zatrutych zwierząt stwierdza się porażenie układu nerwowego, paraliż mięśni i zaburzenia w funkcji przewodu pokarmowego. Do zatruć zwierząt dochodzi rzadko, ponieważ krzew jest przez nie omijany. Gatunek podawany jest jako trujący w polskojęzycznej literaturze botanicznej. Badania na zawartość atropiny w owocach kolcowoju prowadzone w Tajlandii i Chinach wykazały zmienną zawartość alkaloidu, nie przekraczającą wszakże 19 ppb (części na miliard), co jest stężeniem dalekim od toksycznego. W Chinach, Korei i Tybecie, owoce kolcowoju są spożywane po ugotowaniu (jako składnik zup itp.).